# Haren 6
| Gamla Lundagatan 6–14 från samma fotopunkt, vy mot väst, 1960 (vänster) och 2011. |  | Gamla Lundagatan 6–14 från samma fotopunkt, vy mot väst, 1960 (vänster) och 2011. |
| Gamla Lundagatan 6–14 från samma fotopunkt, vy mot väst, 1960 (vänster) och 2011. |  |                                                                                   |

Haren 6 är en bostadsfastighet belägen vid Gamla Lundagatan på nordvästra Södermalm i Stockholm. Fastigheten består av ett tiotal äldre trä- och stenhus längs norra sidan av Gamla Lundagatan nära Skinnarviksberget. Samtliga byggnader är blåmärkta av Stadsmuseet i Stockholm vilket innebär att den har "synnerligen höga kulturhistoriska värden". Husen i Haren 6 ger en bild av hur den enkla bebyggelsen och bostadssituationen för fattiga familjer i Stockholms utkanter tedde sig på 1700- och 1800-talen. Samtliga byggnader renoverades och moderniserades på 1960-talet, de ägs av kommunägda AB Stadsholmen.

## Kvarteret

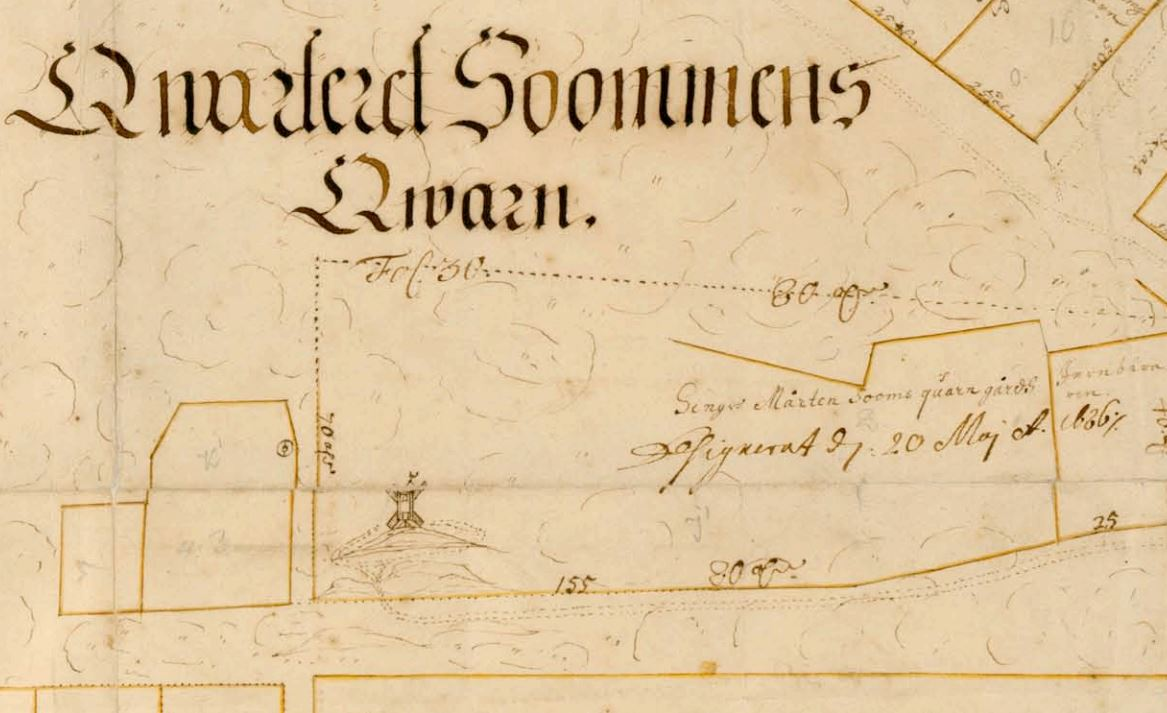
Kvarteret i Holms tomtbok.

Fastigheten Haren 6 är idag en del av kvarteret Haren som finns belagd sedan 1649 och hör därmed till Södermalms äldsta kvarter. På äldre kartor märks även kvarteren Harhuvudet och Harögat i närheten. I Holms tomtbok från 1679 framgår på ungefär samma plats som dagens Haren 6 Qwarteret Soommens Qwarn med Mårten Sooms quarn gård. Denne Mårten Soom var en tysk bagare, vars efternamn även stavades Sohm, Som eller Somme. Dagens Haren 6 var tidigare en del av kvarteret Sommens Qvarn Mindre. Namnet påminner om väderkvarnen Mårten Sommes kvarn som stod här ända fram till mitten av 1800-talet. Kvarnplatsen motsvarar ungefär dagens adress Ludvigsbergsgatan 21.

## Byggnader, allmänt
Till Stockholms utkanter sökte sig de mindre bemedlade arbetarfamiljer som inte alltid följde Stockholms brandordning från 1763. Den var en reaktion på den förödande Mariabranden 1759 och föreskrev bland annat att sten skulle brukas i möjligaste mån för bostadshus och att eldfarliga träbyggnader skulle avskiljas från dem. Därför förekommer i Haren 6 idag en blandning av små bostadshus i både trä och sten, ibland även sammanbyggda. Till husen hörde dock relativt stora trädgårdar där de boende odlade grönsaker och andra växter för eget behov. Husen beboddes under 1800-talet troligen övervägande av arbetare vid närbelägna Ludwigsbergs verkstad. 
De småskaliga husen i trä och sten klättrar längs med Gamla Lundagatans norra sida uppför Skinnarviksbergets sydöstra sluttning och utgör idag ett värdefullt inslag i den lokala stadsbilden. Vid Lundagatans södra sida fanns en liknande kåkbebyggelse, den revs i början av 1960-talet och i kvarteren byggde Svenska Bostäder ett antal moderna lamellhus runt öppna gårdar. Enligt tidigare planer för området skulle husen i nuvarande Haren 6 rivas och fastigheten läggas ut för industriändamål. ”Över hela området vilar en stämning av pittoreskt förfall - en sanering är önskvärd”, hette det i planbeskrivningen för den fortfarande gällande stadsplanen från 1960. Stadsplanen ändrades och i den nya markerades den äldre bebyggelsen som kulturreservat genom k-märkning. Samtidigt k-märktes även den historiska bebyggelsen vid Yttersta Tvärgränd (se Haren 5).

### Historiska bilder

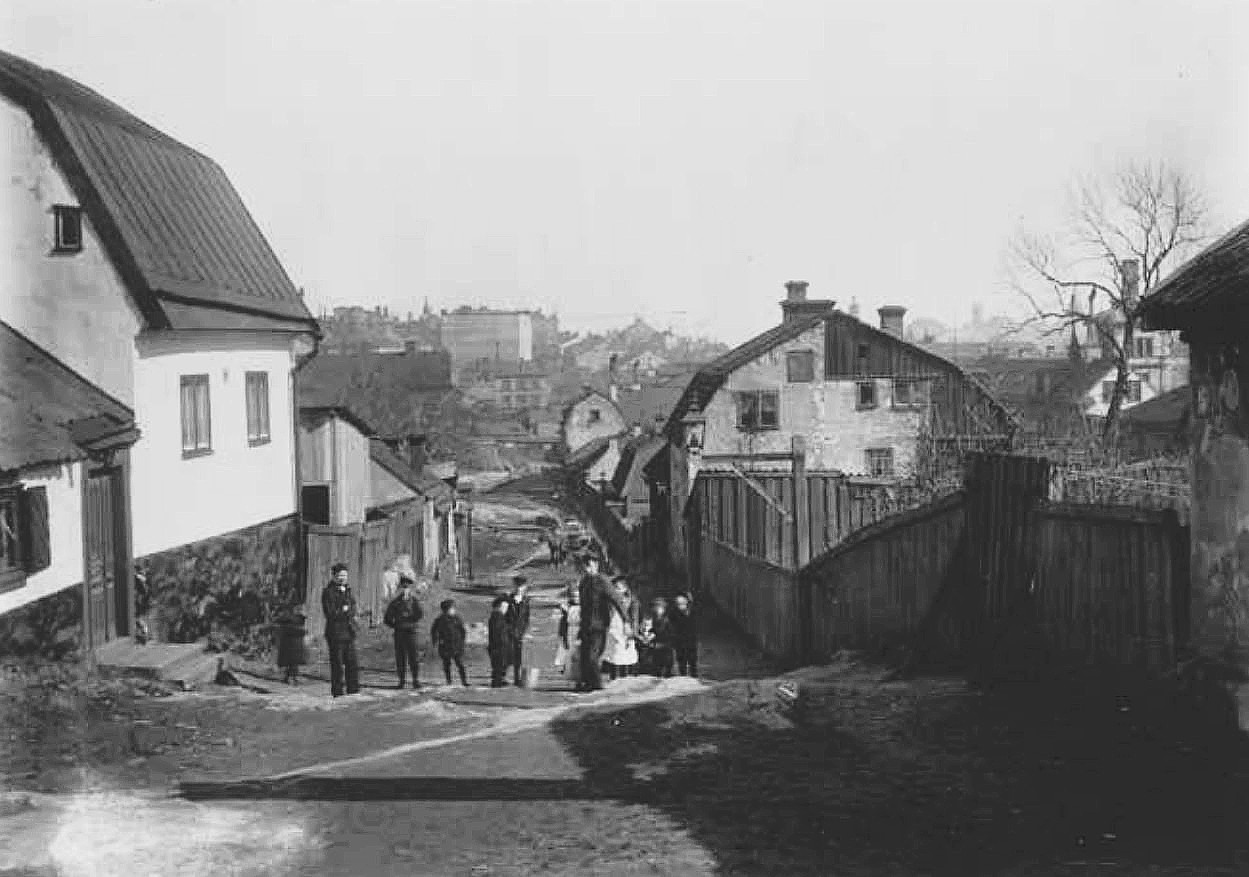
Gamla Lundagatan österut, 1900.
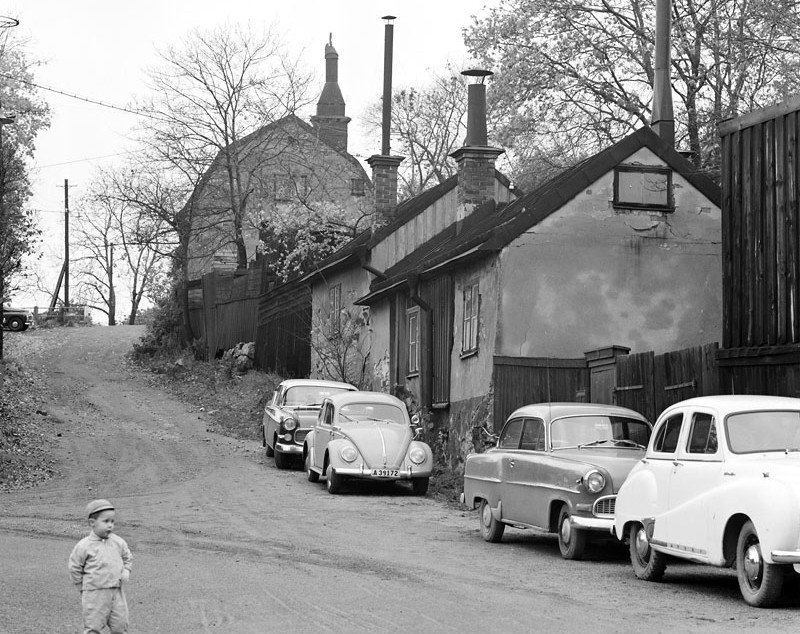
Gamla Lundagatan västerut, 1962.
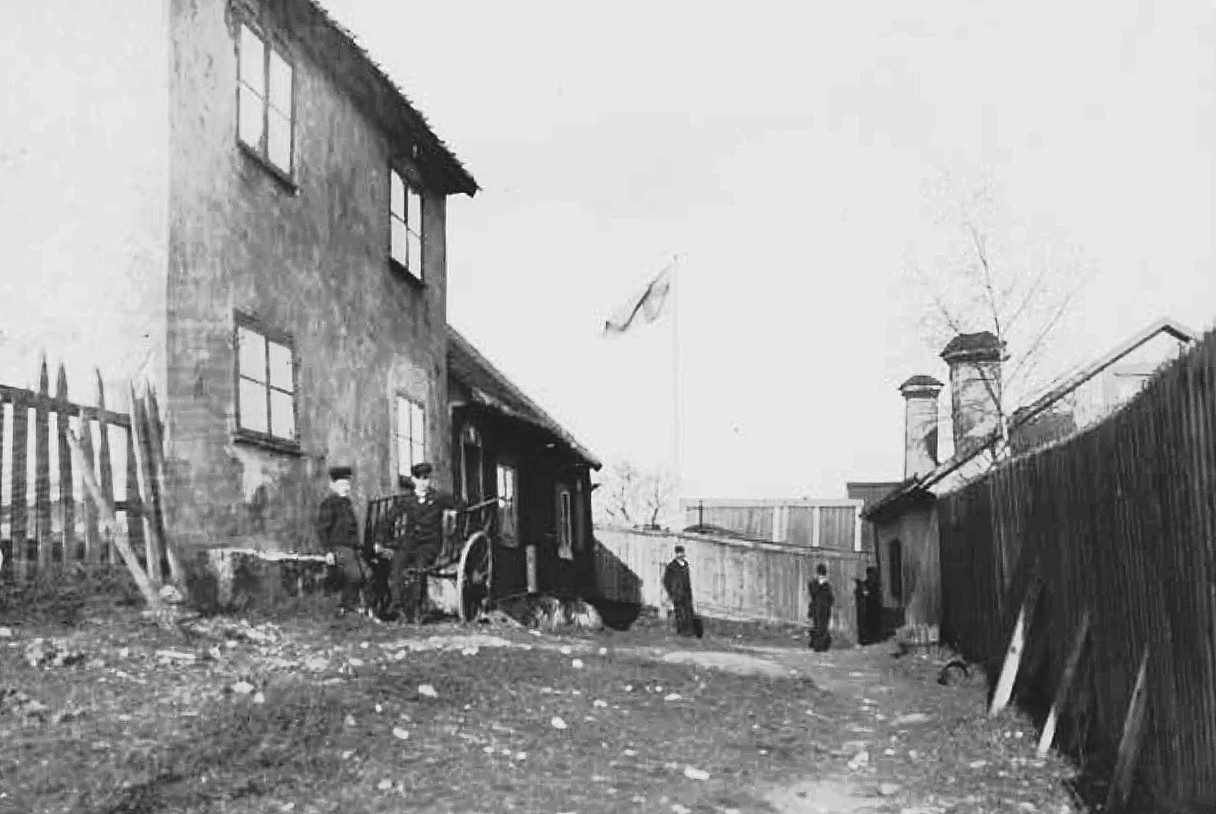
Somens kvarngränd 1910.
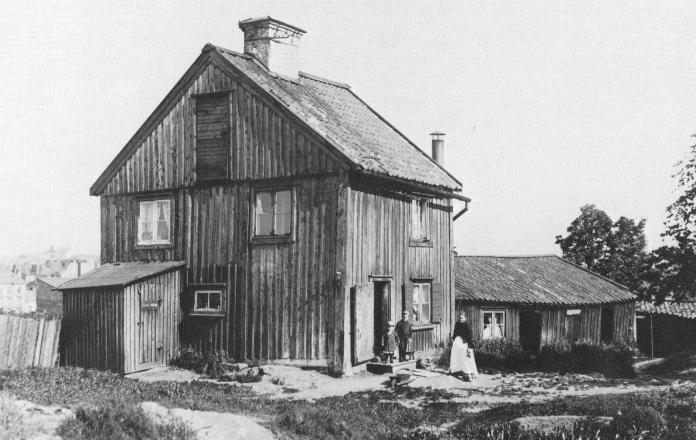
Titzens fåfänga, omkring 1910.

### Gamla Lundagatan 6 A och B (f.d. Somens kvarn mindre 3 och 2)

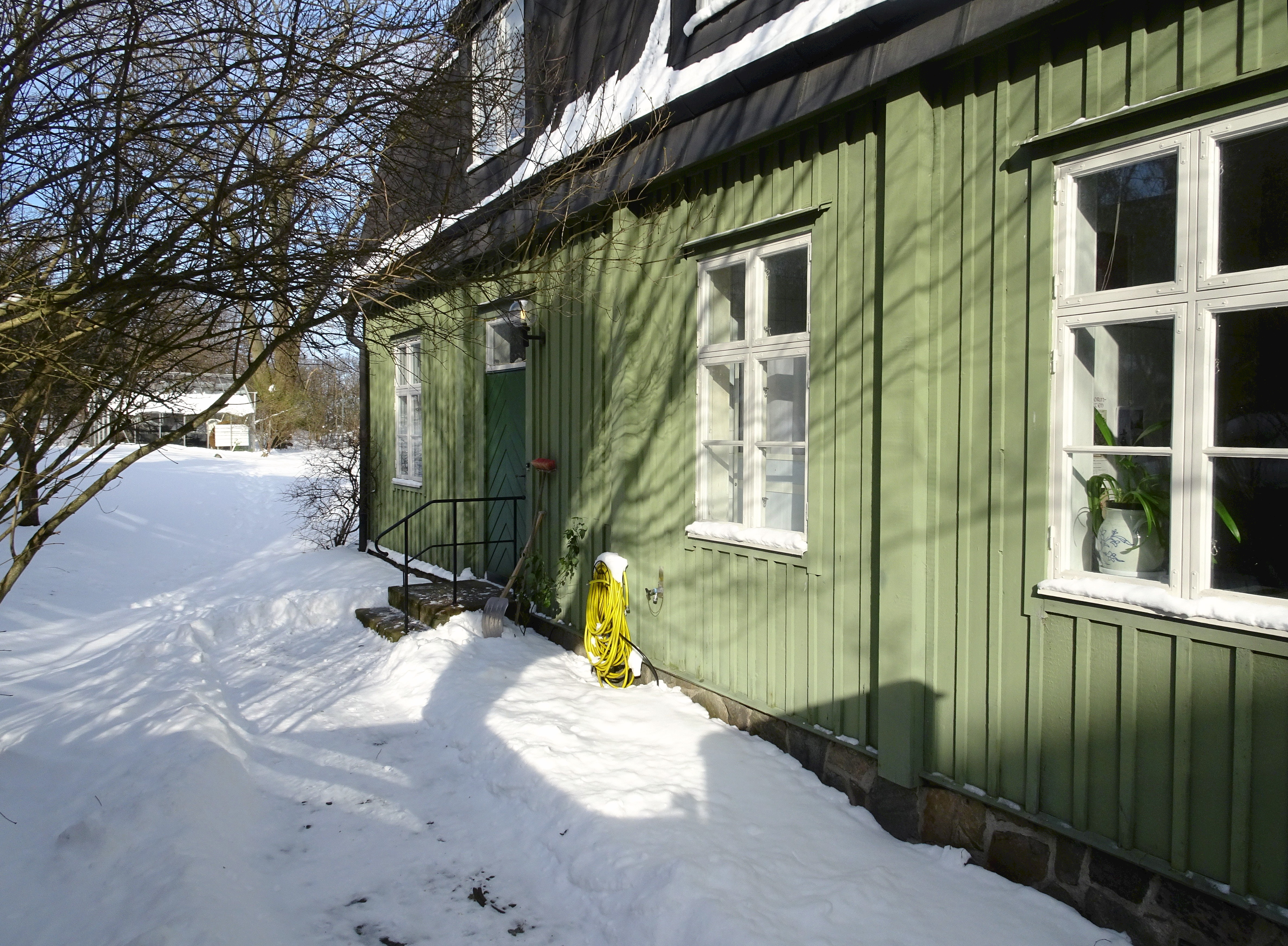
Gamla Lundagatan 6 (timmerdelen).

Huset består av tre sammanbyggda huskroppar i sten respektive timmer som uppfördes i etapper och vid olika decennier under 1700-talet. Timmerdelen byggdes troligen under århundradets början medan de båda byggnadskropparna i sten tillkommit senare. På gården stod ursprungligen ytterligare en träbyggnad som innehöll avträden och vedbodar. 
Fastigheten förvärvades av Stockholms stad 1912. I slutet av 1960-talet lät Stockholms stads fastighetskontor modernisera och upprusta Gamla Lundagatan 6A. Då kompletterades bebyggelsen med ytterligare ett trähus (Gamla Lundagatan 6A) som står med gaveln mot gatan. Huset flyttades hit från Stora Fågelsången i Gröndal.

### Gamla Lundagatan 8 (f.d. Somens kvarn mindre 1)

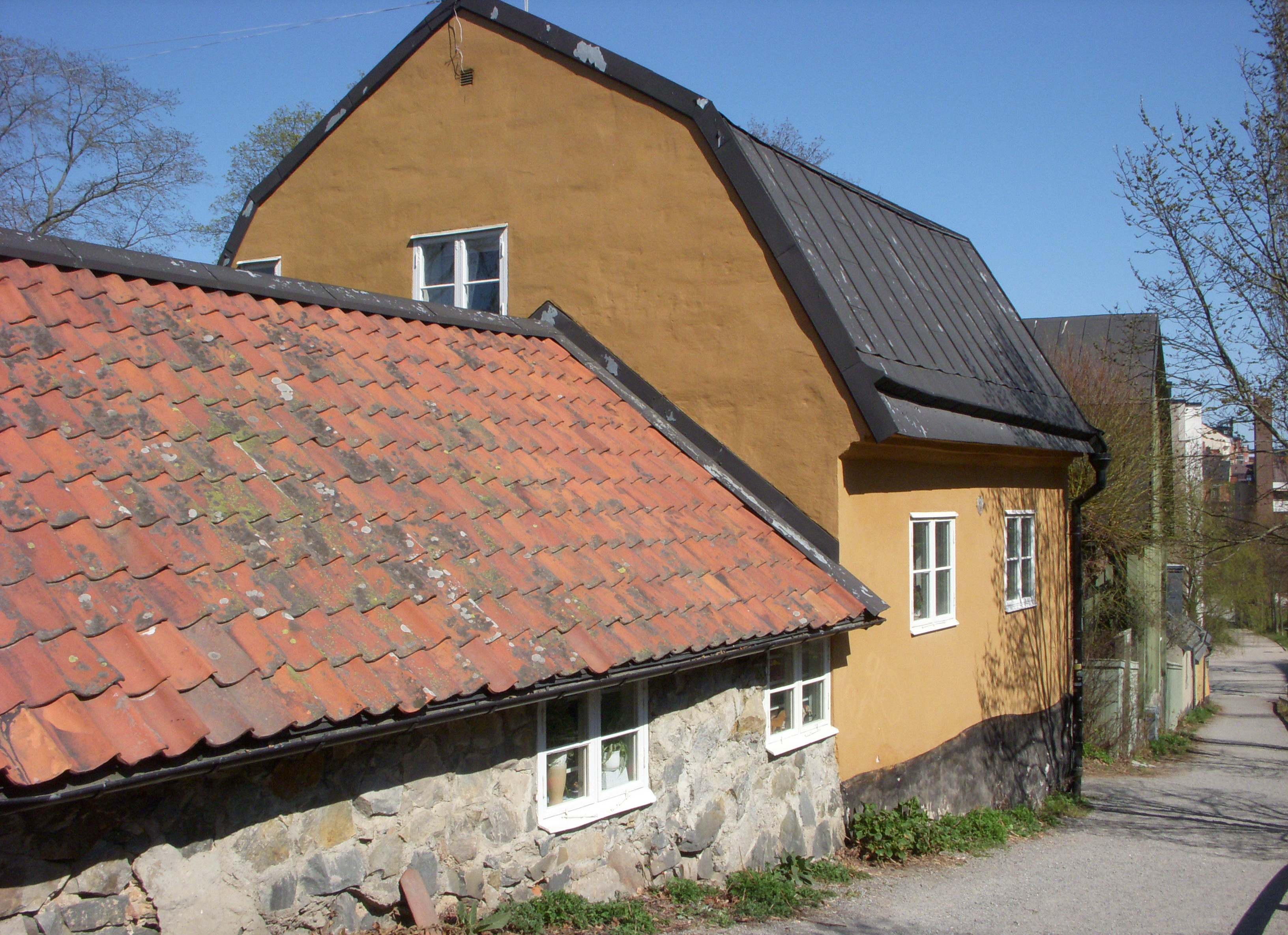
Gamla Lundagatan 8 (f.d. källaren närmast).

Gamla Lundagatan 8 består av ett putsat och gulmålat stenhus från 1750-talet som är sammanbyggt med en större källare från 1762 vilken byggdes med obehandlade murar av gråsten. Senare har en vinkelbyggd uthuslänga i trä tillkommit mot norr. I bostadshusets bottenvåning fanns två rum, däröver en inredd vind med två rum och kök under ett brutet, plåttäckt sadeltak. Under huset fanns även en källare. Källarbyggnaden är låg och ursprungligen fönsterlös. Gatans lutning gör att byggnaden i sin västra del är bara omkring en meter hög upp till hängrännan. 
Fastigheten förvärvades av Stockholms stad 1909. Huset moderniserades i slutet av 1960-talet. Bland annat gjordes källarbyggnaden om till ateljé med takfönster och två fönster mot gatan. Bostadsdelen byggdes om till vardagsrum och kök i bottenvåningen och två sovrum samt badrum i övre våningen. Ritningarna upprättades av arkitektavdelningen vid Stockholms stads fastighetskontor.

### Gamla Lundagatan 10 (f.d. Somens kvarn mindre 4)
Här står ett panelklädd timmerhus från mitten av 1700-talet. Det gråmålade envåningshuset har ett tegeltäckt sadeltak och vänder sin gavel mot gatan. Mot norr och gården är huset sammanbyggt med en av gråsten kallmurat källare. Av brandförsäkringen från 1786 framgår att huset ägdes av änkan till spannmålsmätaren Johan Ahlqvist. I slutet av 1860-talet var ägaren trädgårdsarbetaren C.P. Nyström, som samtidigt ägde grannhuset (se nedan). Då fanns i bottenvåningen ett kök med spis, bakugn och tre väggfasta skåp samt två rum med kammarspisar, en form av spisrum, alltså små kammare med kokmöjlighet där en hel familj kunde bo. På gården fanns i nordost ett enkelt avträde. Sedan 1905 ägs Gamla Lundagatan 10 av Stockholms stad, som i slutet av 1960-talet lät renovera och bygga om fastigheten till hantverkslokal. Även här stod arkitektavdelningen vid Stockholms stads fastighetskontor för ritningarna.

### Gamla Lundagatan 12 (f.d. Somens kvarn mindre 5)

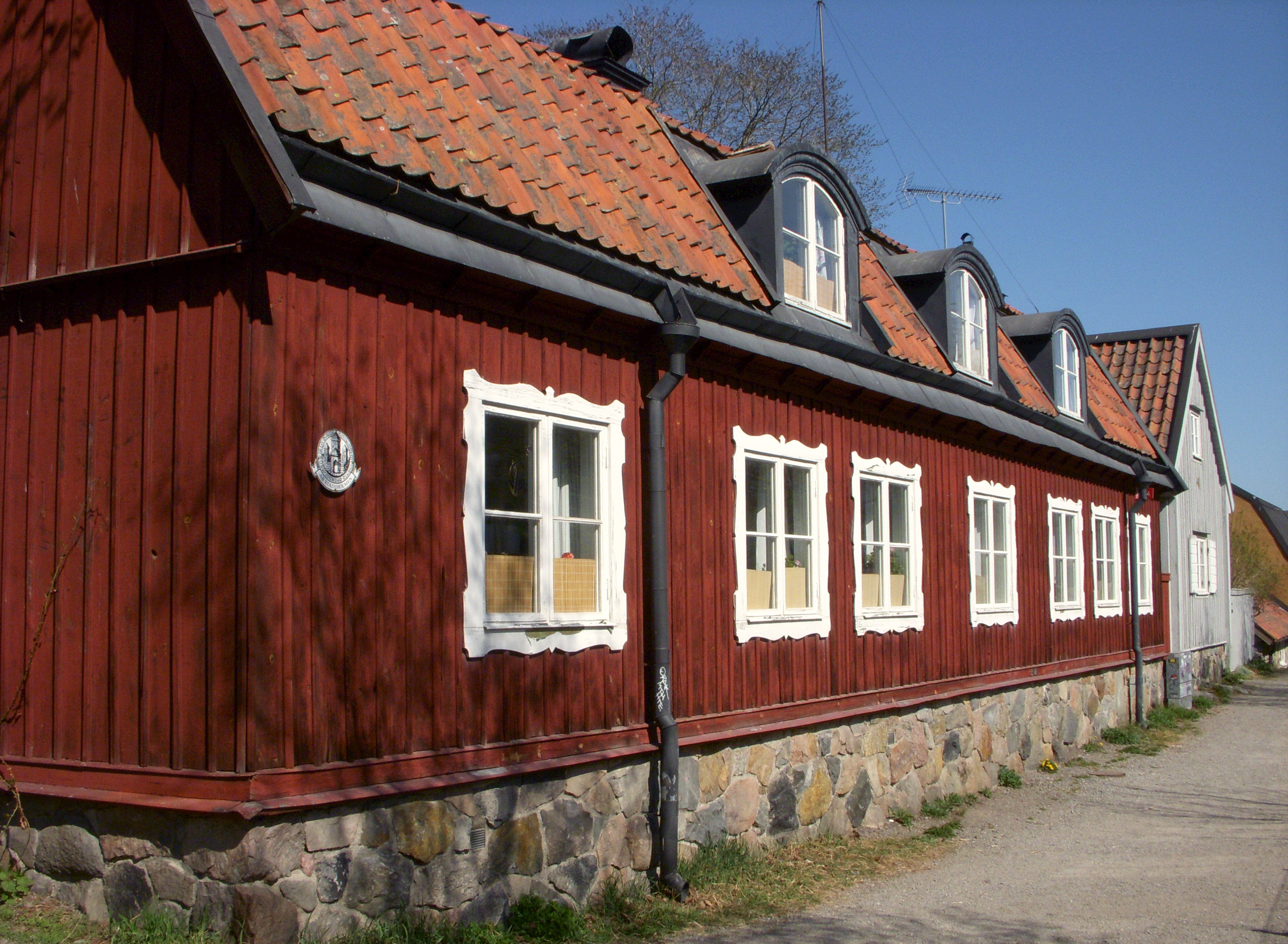
Gamla Lundagatan 12 och 10.

Gamla Lundagatan 12 står med sin långsida mot gatan, strax innan gatan gör en skarp sväng mot norr. Det rör sig om ett panelat, rödmålat timmerhus under ett brutet, tegeltäckt sadeltak. Byggnaden uppfördes troligen under mitten av 1700-talet men byggdes till snare och fick då sin långsträckta form med sex fönster mot gatan. På 1860-talet var ägaren trädgårdsarbetaren C.P. Nyström.  Hans bostadshus innehöll tre rum och kök i bottenvåningen medan vinden var oinredd. Flera rum var så kallade spisrum. Nyström hyrde ut och i en samtida mantalslängd framgår att nästan 30 hyresgäster bodde i huset. 
År 1910 blev Staden fastighetsägare som på 1960-talet gav fastighetskontoret i uppdrag att renovera och modernisera byggnaden. Då förlängdes huset mot öster och fick ett sjunde fönster samtidigt uppsattes tre takkupor mot gatan och vinden byggdes ut till sovrum och bad.

### Gamla Lundagatan 14 (f.d. Somens kvarn mindre 5)

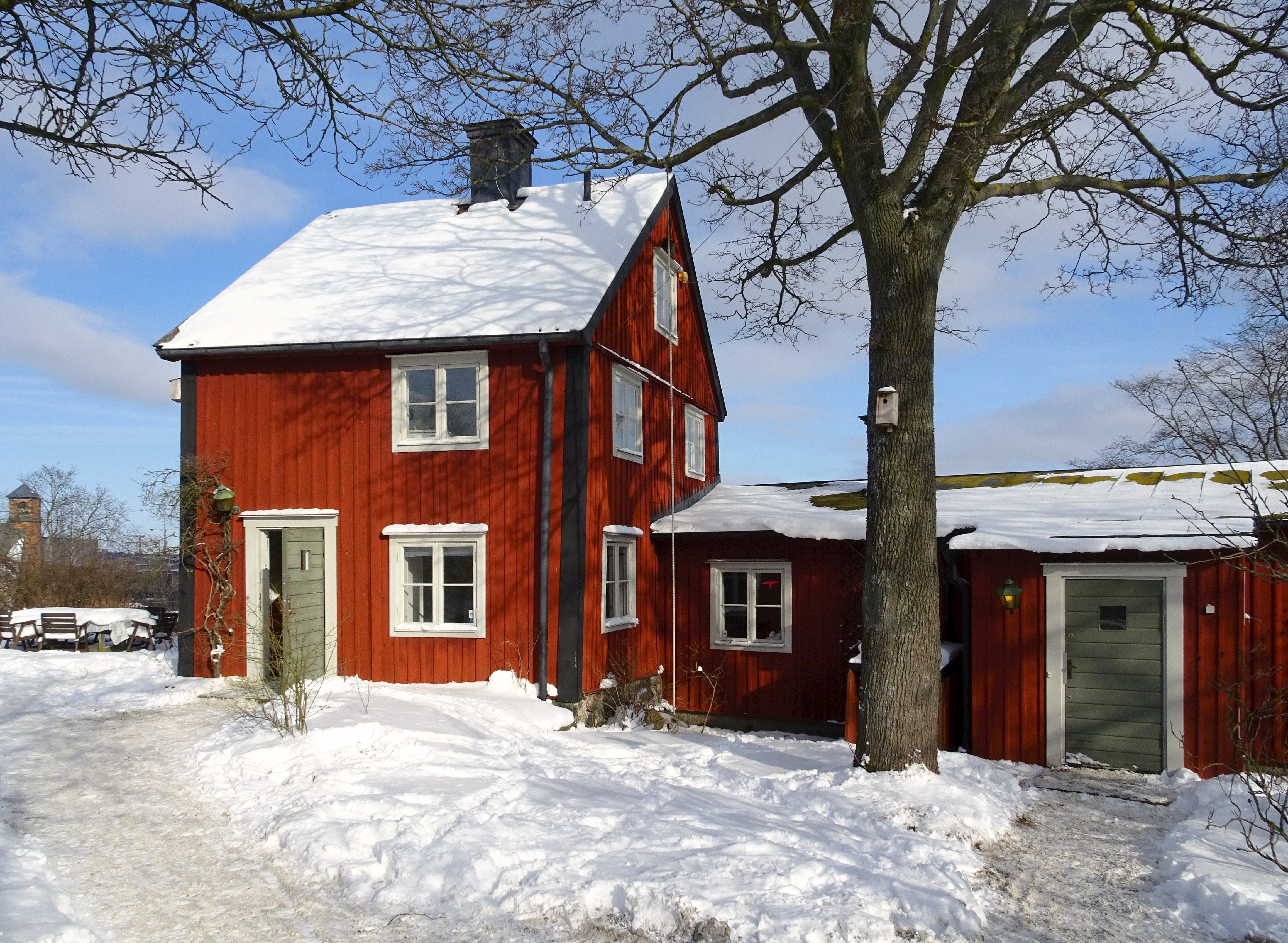
Gamla Lundagatan 14, "Titzens fåfänga".

Det lilla trähuset på Gamla Lundagatan 14 byggdes 1824 som lusthus eller fåfänga för fånggevaldigern (vakt vid transporter av fångar) Jakob Martin Titz (1762–1833). Han bodde vid närbelägna Yttersta Tvärgränd på Skinnarviksbergets västsida och ägde flera gårdar i Skinnarvikskvarteren. Lusthuset kallades efter honom "Titzens fåfänga". Till en början hade huset bara en våning och ingen tillbyggnad som troligen kom till på 1840-talet. På grund av sitt ensliga läge på Skinnarviksbergets sluttning kallas byggnaden även Ensamma huset. 
Fastigheten förvärvades av Stockholms stad 1878. År 1906 bodde tretton personer i huset, bland andra en kakelfabriksarbeterska, en kaffesortererska, två sömmerskor, en arbetskarlsfamilj och två arbetaränkor utan anställning. Huset moderniserades i slutet av 1960-talet av fstighetskontoret. Efter renoveringen var författaren Erik Asklund hyresgäst fram till sin död 1980.

### Gamla Lundagatan 19 (f.d. Harörat 1)

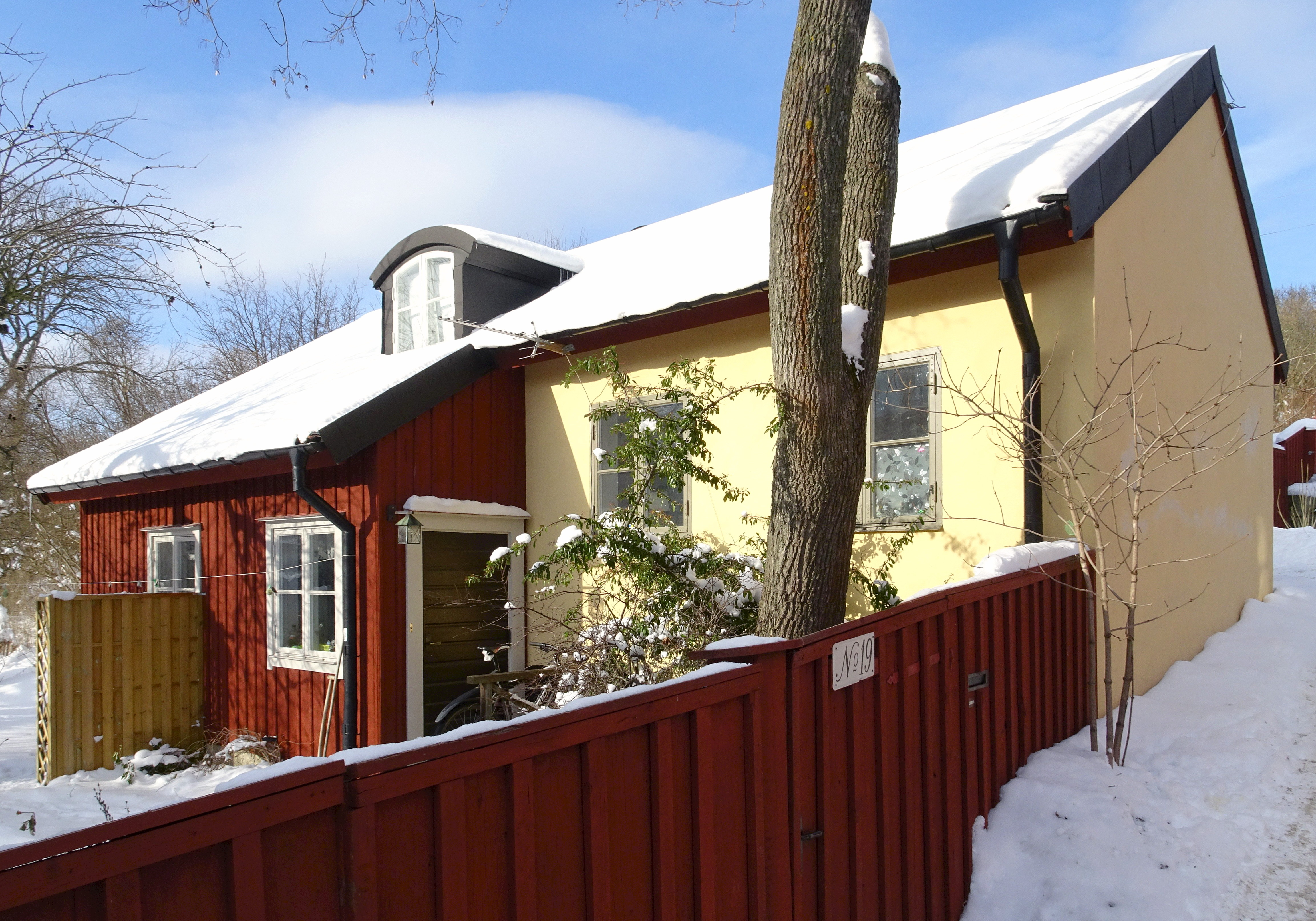
Gamla Lundagatan 19.

Fastigheten består av ett putsat, gulmålat stenhus med sin gavel mot gatan och ett med stenhuset sammanbyggt panelat, rödmålat trähus. Stenhuset uppfördes sannolikt på 1730-talet. Från mitten av 1880-talet och fram till sin död 1908 bodde gipsmakaren Josef Piasani här. Författaren Irja Browallius skildrade i sin roman Josef gipsmakare från 1935 ställets miljö. Hon var Josef Piasanis barnbarn och mindes huset som ”ganska högt och avlångt i en våning med en tillbyggnad på kortsidan”. Vid den tiden var hela byggnaden panelklädd. 
Fastigheten förvärvades av Stockholms stad 1909. Byggnaden genomgick en genomgripande ombyggnad på 1960-talet varvid den fick dagens utseende. Bland annat skapades en ateljé genom att riva delar av vindsbjälklaget. För utformningen stod Stockholms stads fastighetskontor, arkitektavdelningen.

### Gamla Lundagatan 21 (f.d. Skinnarviken yttersta 2)

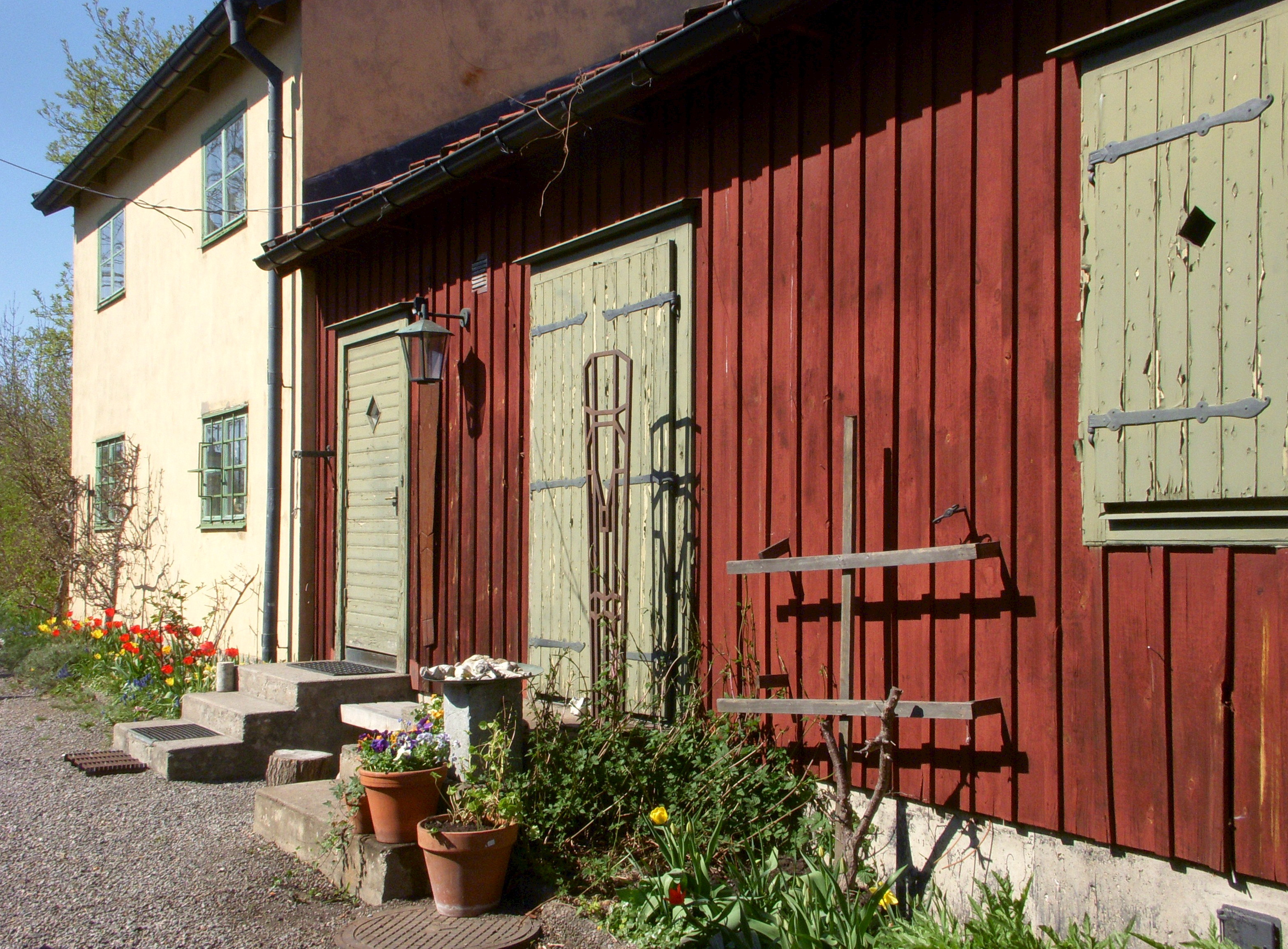
Gamla Lundagatan 21.

Även Gamla Lundagatan 21 består av två sammanbyggda hus, ett panelklätt och rödmålat timmerhus närmast gatan och ett putsad och gulmålat stenhus mot väster. Trähusdelen uppfördes troligen på 1730-talet, men revs i samband med saneringen 1966 och byggdes upp på nytt med det gamla som förebild. Stenhusets ålder är oklar. I mitten på 1800-talet ägdes fastigheten av mamsell Brita Catharina Carlsson. Av hennes brandförsäkring framgår standard och utseende. Beskrivningen stämmer ganska väl överens med dagens byggnader, men stenhuset tycks ha höjts med en våning. 
Fastigheten köptes av Stockholms stad 1909 som lät renovera den på 1960-talet efter ritningar av arkitekt Nils Sterner. Den lilla trädgården mellan Gamla Lundagatan 21 och 19 är en rest efter den numera försvunna Somens kvarngränd.